# 441 f.Kr.

## Händelser

### Efter plats

#### Kina
- Zhou ai wang blir kung av den kinesiska Zhoudynastin, men dör innan årets slut och efterträds då av Zhou si wang

### Efter ämne

## Avlidna
- Zhou ai wang, kung av den kinesiska Zhoudynastin